# Sells
Sells (O'odham Komkcʼeḍ ʼe-Wa:ʼosidk) és una concentració de població designada pel cens dels Estats Units a l'estat d'Arizona. Segons el cens del 2000 tenia 2.799 habitants.

## Demografia
Segons el cens del 2000, Sells tenia 2.799 habitants, 690 habitatges, i 565 famílies La densitat de població era de 115,5 habitants/km².
Dels 690 habitatges en un 42,3% hi vivien nens de menys de 18 anys, en un 25,9% hi vivien parelles casades, en un 43,8% dones solteres, i en un 18% no eren unitats familiars. En el 14,2% dels habitatges hi vivien persones soles l'1,9% de les quals corresponia a persones de 65 anys o més que vivien soles. El nombre mitjà de persones vivint en cada habitatge era de 3,99 i el nombre mitjà de persones que vivien en cada família era de 4,33.
Per edats la població es repartia de la següent manera: un 41,9% tenia menys de 18 anys, un 10,8% entre 18 i 24, un 26,6% entre 25 i 44, un 15,8% de 45 a 60 i un 5% 65 anys o més.
L'edat mediana era de 23 anys. Per cada 100 dones de 18 o més anys hi havia 82,2 homes.
La renda mediana per habitatge era de 20.610 $ i la renda mediana per família de 20.294 $. Els homes tenien una renda mediana de 25.278 $ mentre que les dones 22.396 $. La renda per capita de la població era de 6.283 $. Aproximadament el 41,9% de les famílies i el 46% de la població estaven per davall del llindar de pobresa.

## Poblacions més properes
El següent diagrama mostra les poblacions més properes.